# Oie d'Emden
L'oie d'Emden, (Emder Gans ou Emdener Gans), connue aussi en Allemagne sous le nom de Schwanengans (oie-cygne) est la plus ancienne et la plus grosse race d'oie domestique allemande. 

## Caractéristiques
L'impression générale de la plus lourde des oies domestiques allemandes est harmonieuse, car toutes les transitions coulent l'une dans l'autre grâce à son cou exceptionnellement long - qui explique d'ailleurs cette dénomination élégante d'oie cygne ainsi que sa diffusion mondiale. Le succès de cette race d'Allemagne septentrionale se mesure au mieux par son nom anglo-américain, importé en même temps que l'oie dans le « Nouveau Monde » : Embden goose.
Après des décennies de sélection, la couvaison n'est plus aussi bonne, ce qui est compensé de nos jours par des couveuses. On observe cependant de manière isolée des oies d'Emden passer en couvaison après la pondaison. Elles sont alors très attentives à leur progéniture. 

## Historique
L'élevage de l'oie d'Emden est documenté depuis le XIIIe siècle. L'origine de toutes les oies domestiques est l'Oie cendrée. Une des étapes décisives vers la caractérisation de la race a été la grande oie fermière élevée en Frise néerlandaise et en Frise orientale (à Emden) ainsi qu'à Brème. En Allemagne, même si l'adjectif utilisé pour Emden dans le nom de la race est Emder, la dénomination Emdener Gans est entre-temps fort répandue chez les éleveurs.

## Utilisation
L'oie d'Emden est une oie de prairie exceptionnelle. Sans complément aucun, uniquement en prairie, son poids la première année atteint de manière impressionnante 8 à 10 kg. C'est d'ailleurs ainsi qu'on l'élevait auparavant dans toute ferme de sa région d'extension. Aujourd'hui cette race domestique est menacée d'extinction ; on dénombrait en 1997 435 oies de pure race dans 44 élevages. 
Ses caractéristiques sont cependant ancrées dans de nombreuses races hybrides élevées dans le monde entier. 

## Galerie

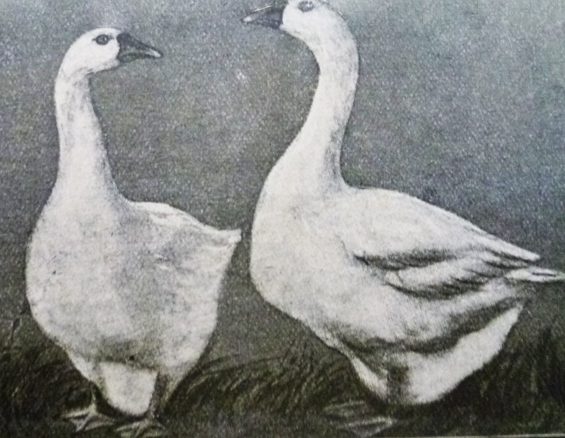
Oie d'Emden (au début du XXe siècle)
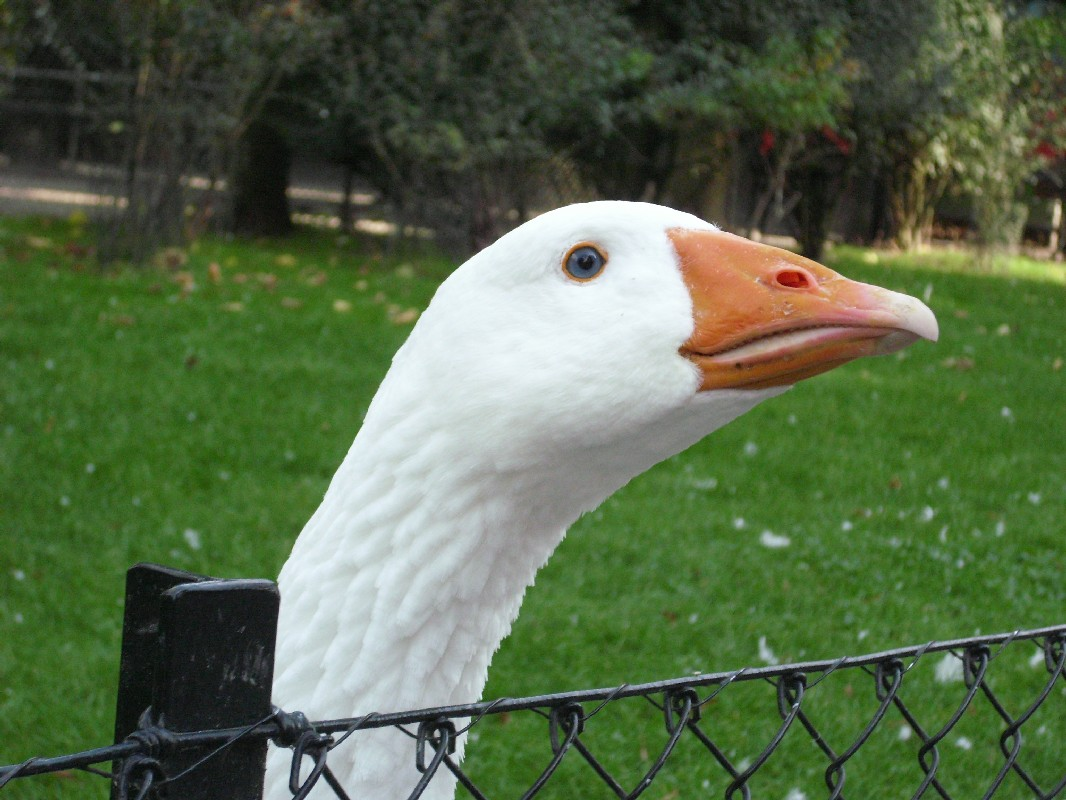
Oie d'Emden au Parc animalier Hagenbeck
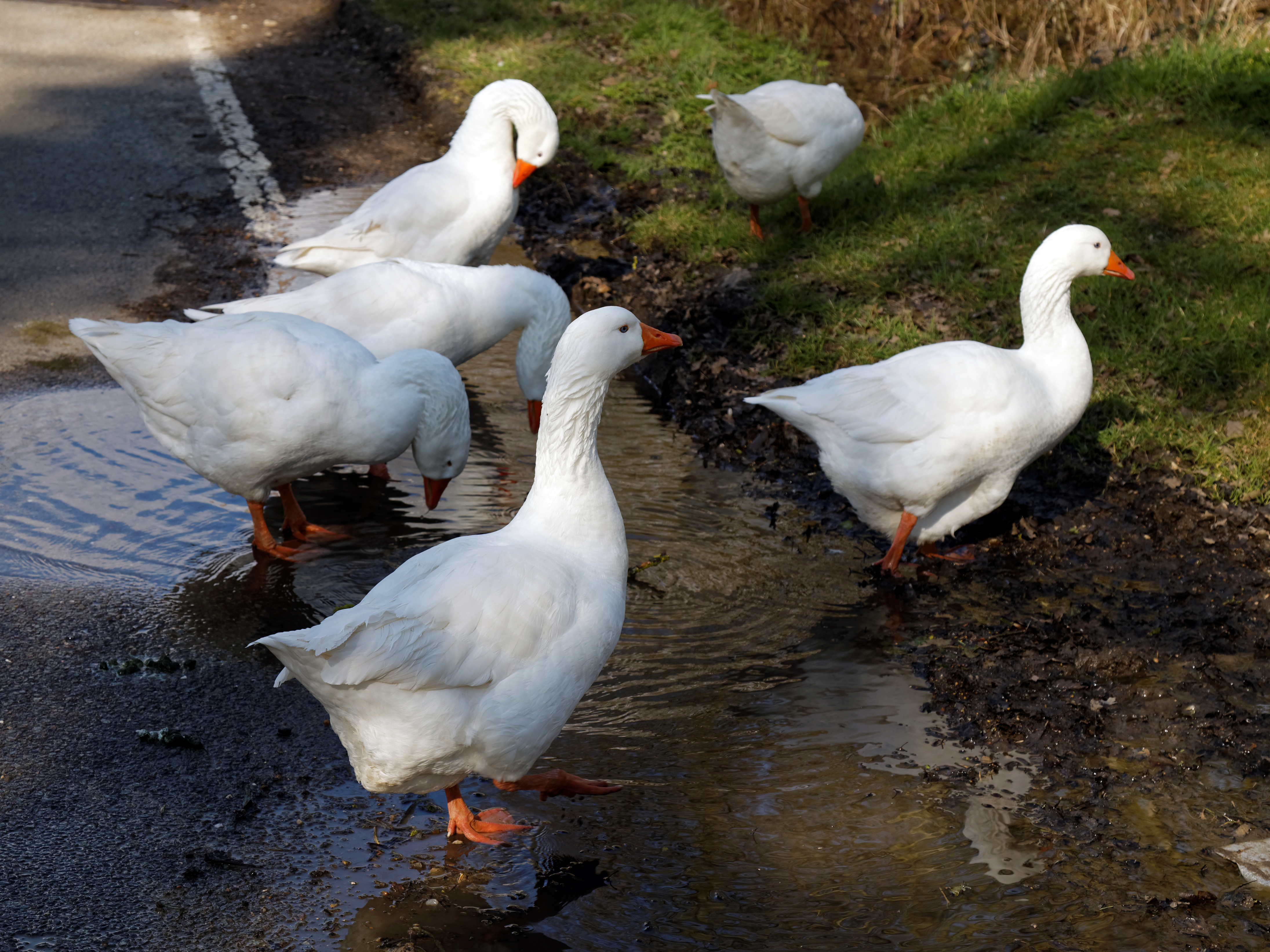
Troupeau d'oies d'Emden en Angleterre
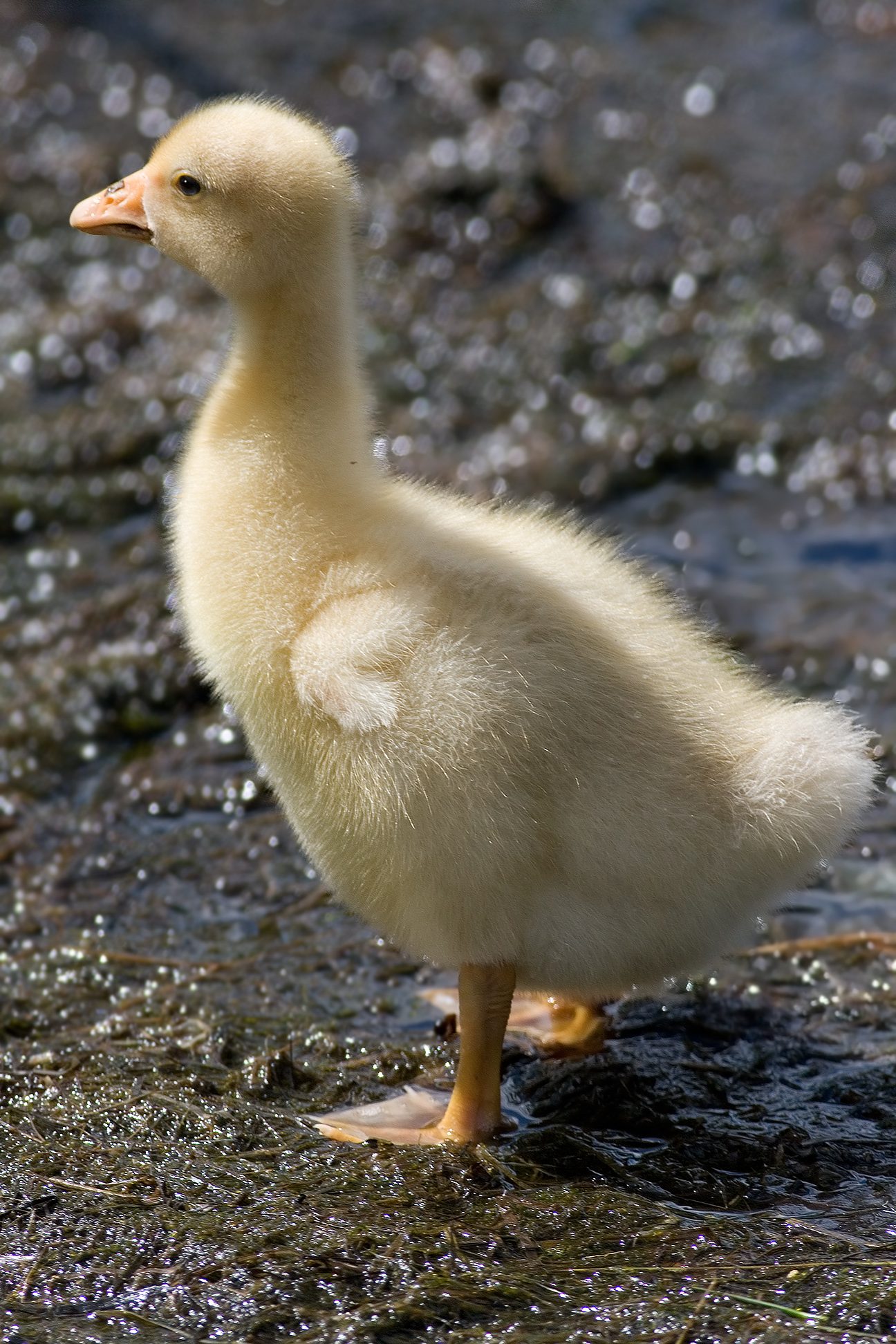
Oison